# 운천고등학교
운천고등학교(雲川高等學校)는 대한민국 경기도 오산시 부산동에 있는 공립 고등학교이다.

## 학교 연혁
- 2002년 5월 1일 : 운천고등학교 착공
- 2003년 1월 13일 : 운천고등학교 설립인가 (1학년 8학급)
- 2003년 3월 1일 : 초대 홍장표 교장 취임
- 2003년 3월 5일 : 운천고등학교 준공
- 2003년 3월 6일 : 제1회 입학식 (8학급 253명)
- 2004년 10월 18일 : 운천고등학교 도서관 '청운재' 개관
- 2006년 1월 10일 : 교육정책 연구학교 지정 (2006년 3월~2008년 2월)
- 2006년 2월 8일 : 제1회 졸업식 (남 142명 여 91명 총 233명 졸업)
- 2011년 5월 1일 : 오산혁신교육지구 물향기학교 지정
- 2011년 12월 1일 : 경기도교육청지정 혁신학교 지정
- 2012년 3월 1일 : 경기도교육청지정 자율학교 지정
- 2018년 3월 1일 : 도지정 고교학점제 선도학교 지정, 오산혁신교육지구 오산형 고교학점제 시범 운영
- 2019년 3월 1일 : 교육부 고교학점제 연구학교 지정 (2019년 3월~2022년 2월)
- 2021년 3월 1일 : 혁신학교 재지정
- 2022년 9월 1일 : 제7대 장기혁 교장 취임
- 2024년 1월 4일 : 제19회 졸업식 (293명 졸업) (누계 6,392명 졸업)
- 2024년 3월 4일 : 제22회 입학 (10학급 339명)

## 참고 자료
- 운천고등학교 - 한국교육학술정보원 학교알리미